# One Day University
One Day University — це програма освіти для дорослих, заснована Стівеном Шрагісом та Джоном Галвіном у 2006 році. Одноденні сесії програми включають чотири або п'ять лекцій від провідних професорів американських університетів. Спочатку заснована в районі Нью-Йорка, програма поширилася на Бостон, Філадельфію, Вашингтон, Флориду та Каліфорнію. Заходи проводяться у провідних коледжах, серед яких Вілланова, Джорджтаунський університет, Нотр-Дам, Бебсон та Коледж Святої Єлизавети.
Серед викладачів школи — такі видатні особистості, як лауреати Пулітцерівської премії Джек Ракове та Гордон Вуд, президент Бард-коледжу Леон Ботштейн, соціальний критик Ендрю Дельбанко, Крістін Хінан — радник в адміністрації Білого дому Клінтона, історик Голокосту Джонатан Стейнберг, філософ Тамар Гендлер, психолог Пол Блум та правознавець Акхіл Рід Амар.
У 2009 році The Learning Annex на чолі з Біллом Занкером придбав One Day University, щоб надати студентам з усього світу можливість навчатися в онлайн-режимі наживо в One Day University.
У неділю, 4 жовтня 2009 року, в готелі «Хілтон» у Нью-Йорку відбувся найбільший на сьогодні захід One Day University. 5 000 студентів з усієї країни відвідали One Day U, щоб отримати знання від 17 професорів з відомих університетів, а також головного доповідача, професора Гарвардського університету Алана Дершовіца. Рік потому, 3 жовтня 2010 року, 4 000 студентів повернулися до нью-йоркського готелю «Хілтон» на іншу подію. Серед викладачів того дня були колишній губернатор штату Нью-Йорк Маріо Куомо і відзначена багатьма нагородами письменниця і професор Прінстона Джойс Керол Оутс. Легенда Голлівуду і професор Каліфорнійського університету в Лос-Анджелесі Пітер Губер викладав на заході 13 березня 2011 року в Нью-Йорку.
У 2011 році первісний засновник One Day University Стівен Шрагіс та група інвесторів викупили його.
У травні 2021 року CuriosityStream придбав цю організацію в рамках розширення свого потокового відеосервісу фактичного контенту за підпискою. One Day University залишиться незалежною організацією.